# Edmonton Oilers
Edmonton Oilers este o echipă profesionistă canadiană de hochei pe gheață cu sediul în Edmonton. Oilers face parte din Divizia Pacific a Conferinței de Vest din NHL și își joacă meciurile de pe teren propriu la Rogers Place, care a fost inaugurat în 2016. Actualul lor antrenor principal Jay Woodcroft a fost angajat la 11 februarie 2022, iar Ken Holland a fost numit manager general la 7 mai 2019. Oilers sunt una dintre cele două francize NHL cu sediul în Alberta, cealaltă fiind Calgary Flames; apropierea lor a dus la o rivalitate acerbă cunoscută sub numele de „Bătălia din Alberta”.
Oilers a fost fondată în 1971 de W. D. „Wild Bill” Hunter și dr. Chuck Allard, și a jucat primul sezon în 1972, fiind una dintre cele douăsprezece francize fondatoare ale marii asociații profesioniste World Hockey Association (WHA). Inițial, ei trebuiau să fie una dintre cele două echipe WHA din Alberta, alături de Calgary Broncos. Cu toate acestea, când Broncos s-a mutat și a devenit Cleveland Crusaders înainte de începerea primului sezon al WHA, echipa a fost redenumită Alberta Oilers. Aceștia au revenit la numele lor actual în anul următor, iar ulterior s-au alăturat NHL în 1979, fiind una dintre cele patru francize absorbite prin fuziunea NHL-WHA.
După ce a intrat în NHL, Oilers a câștigat Cupa Stanley în cinci rânduri: 1983-84, 1984-1985, 1986-1987, 1987-1988 și 1989-1990. Împreună cu Pittsburgh Penguins, ei sunt la egalitate pentru cele mai multe campionate câștigate de o echipă de la fuziunea NHL-WHA, precum și cele mai multe câștigate de o echipă care s-a alăturat ligii în sau după 1967. Dintre toate echipele din NHL, doar Montreal Canadiens au câștigat Cupa Stanley de mai multe ori de la extinderea ligii în 1967. Oilers a câștigat, de asemenea, șase titluri divizionare consecutive din 1981-82 până în 1986-87. Însă Oilers nu a mai câștigat un titlu divizionar din 1987, o secetă care include cele mai recente două victorii ale lor în Cupa Stanley și care este în prezent cea mai lungă secetă de titluri divizionare din toate sporturile profesioniste majore din America de Nord. Pentru succesul lor general din anii 1980 și începutul anilor 1990, echipa Oilers din această perioadă a fost onorată cu statutul de dinastie de către Hockey Hall of Fame.